# Upernavik
Upernavik (1936-ig Upernivik) kisváros Nyugat-Grönland partvidékén, Upernavik község székhelye.

## Fekvése
Az Upernavik-szigeten elterülő kisváros a Baffin-öböl keleti partvidékén fekszik, mintegy 700 kilométerrel északra az északi sarkkörtől. A téli középhőmérséklet –20 és –15 °C közötti, a nyári középhőmérséklet eléri az 5 °C-ot is, ami ebben az északi szélességben enyhének számít. A városkától délre lévő, védettebb Eqalugaarsuit-öböl partján kisebb fűzfaliget található, ami még akkor is ritka látvány Nyugat-Grönlandon, ha a fák magassága nem haladja meg a 2 métert. Talán ennek köszönhető a település neve is, amelynek jelentése: ’tavaszi hely’.

## Története
Mai ismereteink szerint Upernavik a vikingek által elért legészakibb grönlandi területen fekszik. Korabeli viking krónikák alapján feltételezhető, hogy a nyugat-grönlandi partokon észak felé nyomuló vikingek egy csoportja 1267-ben alig pár fokkal északabbra, a 76. szélességi fokig jutott el. 1824-ben egy Pelimut nevű eszkimó találta meg a városkától északra fekvő Kingigtorssuaq-szigeten a feltehetőleg a 13–14. században, de legkésőbb 1333 körül készült kingigtorssuaqi rúnakövet, amelyet a már kihalt grönlandi norvég nyelven írtak. A vikingek kalandozásaik során gyakran emeltek kőhalmokat, ún. cairneket az általuk meghódított vagy megismert területeken. Ezek jellemzően sírhalmok voltak, de esetenként csupán azért építették fel őket, hogy ekképpen jelezzék ottjártukat. Ez utóbbi típusba tartozik az egyenlő oldalú háromszöget kiadó, három kingigtorssuaqi cairn is. Egyiküknél találták meg a 11,2 centiméteres rúnakövet, amely a cairneket emelő harcosok nevét sorolja fel:
el=likr * sikuaþs : so=n:r * ok * baan=ne : torta=r son : ÷ ok enriþi * os son : laukardak*in : fyrir * gakndag hloþu * ua=rda te * ok rydu : ……
Erlingr Sighvats sonr ok Bjarni Þórðar sonr ok Eindriði Odds sonr laugardagin fyrir gagndag hlóðu varða þe[ssa] ok ……
Erlingur Sighvatsson, Bjarni Þórðarson és Indriði Oddsson a Gagn-napot megelőző szombaton emelte ezeket a cairneket ……

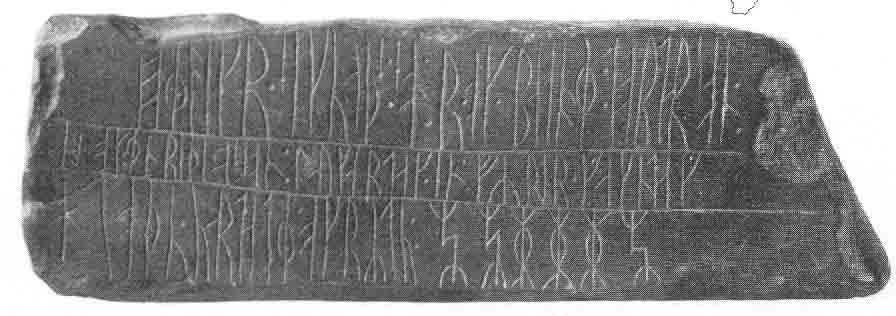
A kingigtorssuaqi rúnakő

A felirat utolsó hat jelének értelmezése bizonytalan, összefüggéstelen rúnajelek sorozatának tűnik. Egyes feltételezések szerint ezek a jég fogságából kiszabadult hajókra, s – korabeli viking naptárak összevetésével – a cairnállítás évére, 1244-re utalnak. Ez esetben a rúnakő keletkezésének pontos ideje 1244. május 7-e. A kingigtorssuaqi rúnakövet ma a koppenhágai Nemzeti Múzeumban (Nationalmuseet) őrzik.
A mai Upernavik települést 1772-ben alapították dán telepesek, akik később a zord időjárás elől délebbre húzódtak. A város lakóinak nagyobb része ma eszkimó. Javarészt halászatból tartják fenn magukat, de az itt élők egy része továbbra is a hagyományos fóka- és jegesmedve-vadászattal foglalkozik.

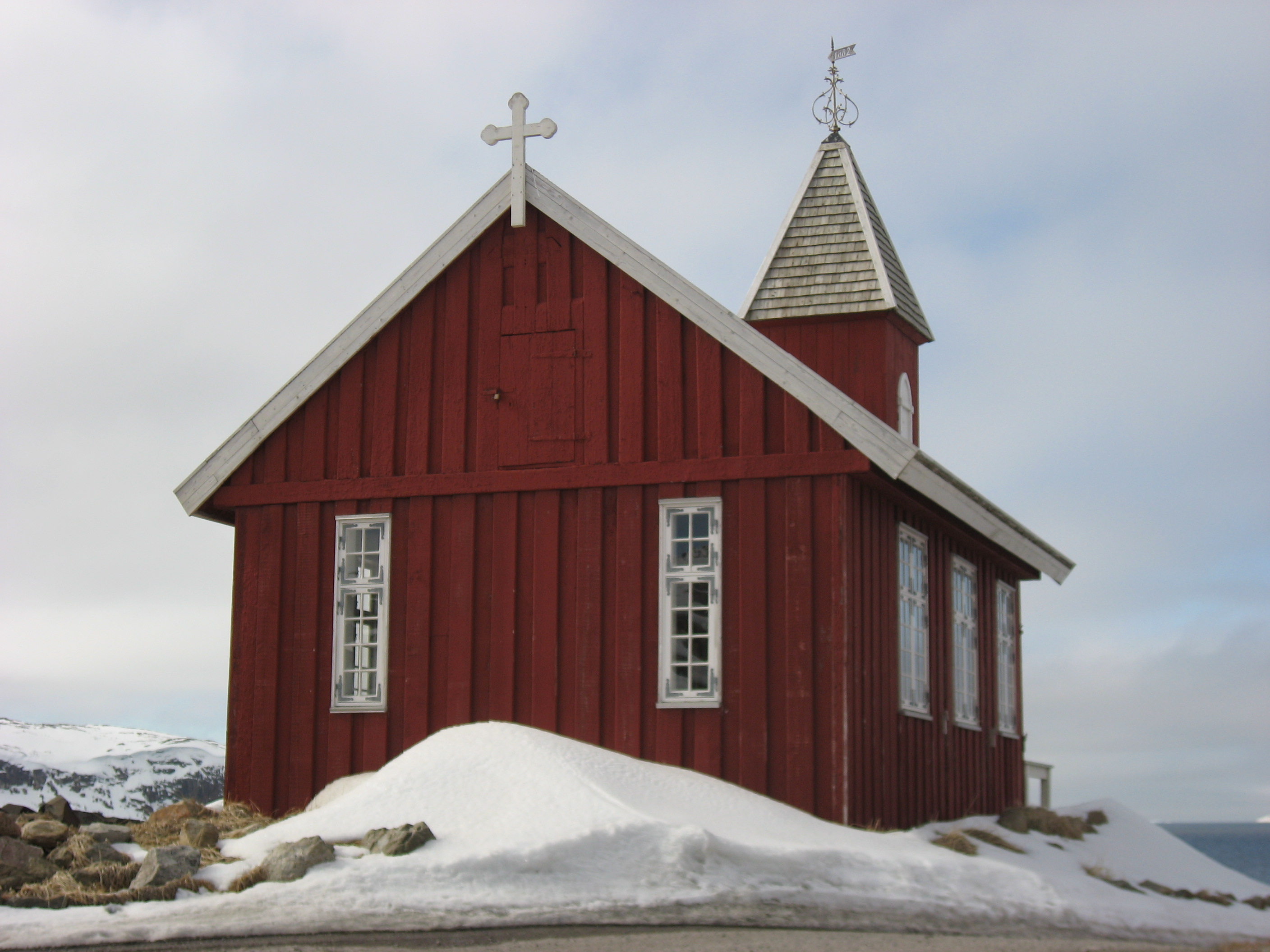
Upernavik régi fatemploma

## Látnivalók
Upernavik arculatát – más északi településekhez hasonlóan – a szabálytalanul szétszórt, színesre festett faházak tömege határozza meg. A város kis fatemploma 1832-ben épült, ez Upernavik egyik legrégibb épülete, ma az Upernaviki Múzeum (Upernaviup Katersugaasivia) része. Ez utóbbi Grönland első, 1951-ben alapított helytörténeti múzeuma, amelyben a nyugat-grönlandi eszkimók életét, halászó-vadászó életmódját, valamint az 1950 előtti grönlandi bankjegyeket és pénzérméket bemutató állandó tárlatok láthatóak.
A városkától északkeletre pár kilométeres távolságra találhatóak Qataarmiut eszkimó település romjai. Északra fekszik az a Kingigtorssuaq-sziget, amelyen 1824-ben a kingistorssuaqi rúnakövet megtalálták.
Az Air Greenland helikopterjáratokat üzemeltet Upernavik és más nagyobb grönlandi települések között, egyúttal itt található a nyugat-grönlandi kompjáratok legészakibb állomása.

## Testvérvárosok
- Odense, Dánia

## Külső hivatkozások
- Upernavik hivatalos honlapja
- Az Upernaviki Múzeum hivatalos honlapja Archiválva 2007. július 1-i dátummal a Wayback Machine-ben